# ASKA the BEST Selection 1988-1998
『ASKA the BEST Selection 1988-1998』（アスカ・ザ・ベスト・セレクション 1988-1998）は、ASKAのベスト・アルバム。1999年3月31日に発売された。発売元は東芝EMI。
2001年4月18日に再発売されている。

## 解説
ASKAのソロとしては初のベスト・アルバム。1987年発売のソロデビューシングル「MY Mr.LONELY HEART」から1998年発売のアルバム『kicks』までの楽曲から14曲が選曲されている。
「止まった時計」はアコースティック・アレンジで新たに収録された。
テレビCMでは、ベスト・アルバムのタイトルコールの声をCHAGEが担当した。
ブックレットには歌詞のほかに、"ASKA Secret History 1958-1979" として、生誕からチャゲ&飛鳥としてデビューするまでの生い立ちが書かれている。

## 収録曲
| 全作詞・作曲: 飛鳥涼。 |                                   |           |            |                               |      |
| #                      | タイトル                          | 作詞      | 作曲・編曲 | 編曲                          | 時間 |
| 1.                     | 「MY Mr.LONELY HEART」            | 飛鳥涼    | 飛鳥涼     | 飛鳥涼、瀬尾一三              | 4:38 |
| 2.                     | 「MIDNIGHT 2 CALL」               | 飛鳥涼    | 飛鳥涼     | 平野孝幸、澤近泰輔            | 4:35 |
| 3.                     | 「伝わりますか」                  | 飛鳥涼    | 飛鳥涼     | 十川知司                      | 4:38 |
| 4.                     | 「はじまりはいつも雨」            | 飛鳥涼    | 飛鳥涼     | 澤近泰輔                      | 4:21 |
| 5.                     | 「君が愛を語れ」                  | 飛鳥涼    | 飛鳥涼     | 澤近泰輔                      | 5:39 |
| 6.                     | 「けれど空は青 〜close friend〜」 | 飛鳥涼    | 飛鳥涼     | 十川知司                      | 5:20 |
| 7.                     | 「Love is alive」                 | 飛鳥涼    | 飛鳥涼     | 澤近泰輔                      | 5:46 |
| 8.                     | 「晴天を誉めるなら夕暮れを待て」  | 飛鳥涼    | 飛鳥涼     | 十川知司                      | 5:46 |
| 9.                     | 「月が近づけば少しはましだろう」  | 飛鳥涼    | 飛鳥涼     | 十川知司                      | 6:32 |
| 10.                    | 「着地点」                        | 飛鳥涼    | 飛鳥涼     | 飛鳥涼、ROBIN SMITH           | 5:01 |
| 11.                    | 「ID」                            | 飛鳥涼    | 飛鳥涼     | 飛鳥涼、PAUL STAVELEY O'DUFFY | 4:46 |
| 12.                    | 「同じ時代を」                    | 飛鳥涼    | 飛鳥涼     | 松本晃彦                      | 4:02 |
| 13.                    | 「Girl」                          | 飛鳥涼    | 飛鳥涼     | 松本晃彦                      | 5:02 |
| 14.                    | 「止まった時計 new version」      | 飛鳥涼    | 飛鳥涼     | 飛鳥涼、古川昌義              | 5:26 |
| 合計時間:              | 合計時間:                         | 合計時間: | 71:32      |                               |      |

## 楽曲解説
1. MY Mr.LONELY HEART
1987年発売のソロデビューシングル。
本作に収録されているのは、1988年発売の1枚目アルバム『SCENE』に収録されているアルバム・ヴァージョン。
2. MIDNIGHT 2 CALL
1988年発売の2枚目シングル。
本作に収録されているのは、同年発売の1枚目アルバム『SCENE』に収録されているアルバム・ヴァージョン。
3. 伝わりますか
1988年発売の1枚目アルバム『SCENE』収録曲。
4. はじまりはいつも雨
1991年発売の3枚目シングル。
本作に収録されているのは、同年発売の2枚目アルバム『SCENE II』に収録されているアルバム・ヴァージョン。
5. 君が愛を語れ
シングル「はじまりはいつも雨」のカップリング曲。
本作に収録されているのは、アルバム『SCENE II』に収録されているアルバム・ヴァージョン。
6. けれど空は青 〜close friend〜
1991年発売の2枚目アルバム『SCENE II』収録曲。
7. Love is alive
アルバム『SCENE II』収録曲。
岩崎宏美とのデュエット曲。
8. 晴天を誉めるなら夕暮れを待て
1995年発売の4枚目シングル。
本作に収録されているのは同年発売の3枚目アルバム『NEVER END』に収録されているアルバム・ヴァージョン。[3]
9. 月が近づけば少しはましだろう
1995年発売の3枚目アルバム『NEVER END』収録曲。
10. 着地点
1997年発売の6枚目シングル「ONE」のカップリング曲。
アルバム初収録。
11. ID
1997年発売の5枚目シングル。
12. 同じ時代を
1998年発売の5枚目アルバム『kicks』収録曲。
13. Girl
1998年発売の7枚目シングル。
14. 止まった時計 new version
オリジナルバージョンはアルバム『SCENE II』に収録されている。